# Notoplusia sabrena
Notoplusia sabrena är en fjärilsart som beskrevs av William Schaus 1906. Notoplusia sabrena ingår i släktet Notoplusia och familjen tandspinnare. Inga underarter finns listade i Catalogue of Life.